# Johan Frisokanaal
Het Johan Frisokanaal (officieel) is een kanaal in Friesland. Het kanaal verbindt het IJsselmeer via de Johan Frisosluis bij Stavoren met het Prinses Margrietkanaal, waar het ten oosten van Hommerts op aansluit, net ten noorden van het Koevordermeer.
Het kanaal is een drukbevaren waterweg, zowel voor vracht- als pleziervaartuigen, dit laatste natuurlijk vooral in de zomer. Tussen het Prinses Margrietkanaal en Stavoren kruist het kanaal vier meren, te weten: het Heegermeer, dat overgaat in de Fluessen, De Holken en tot slot de Morra.
Eind 2007 zijn twee bruggen (Brug Galamadammen en Jelteslootbrug) door aquaducten vervangen. De Jelteslootbrug was een enorme flessenhals in het scheepvaartverkeer. Een tweede flessenhals verdween in 2013 als gevolg van de verdubbeling van de capaciteit van de Johan Frisosluis. Sinds 2014 wordt tevens vanaf de Johan Frisosluis ook de Warnsebrug nabij Warns bediend.

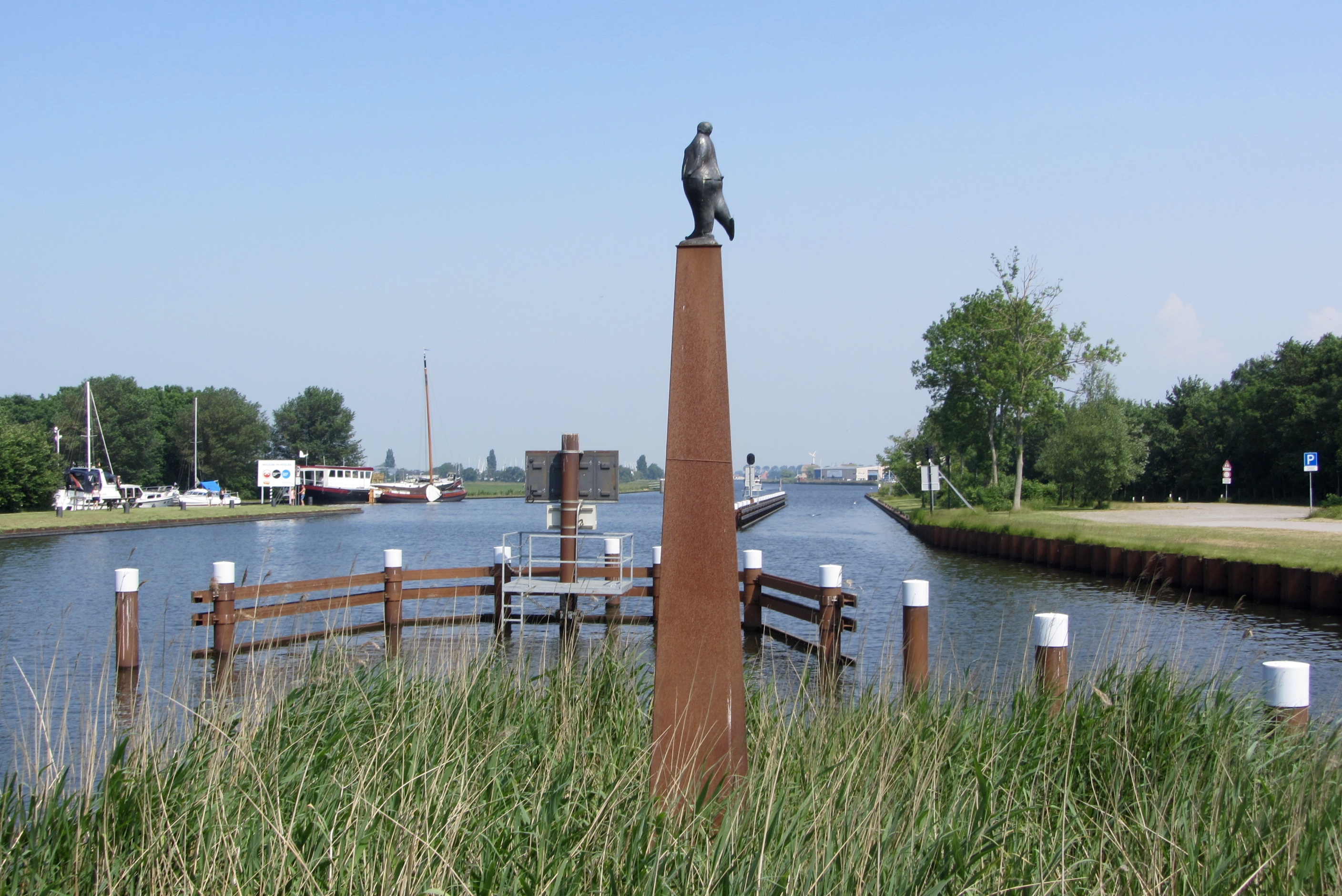
Beeld Aukje aan het kanaal bij de Johan Frisosluis
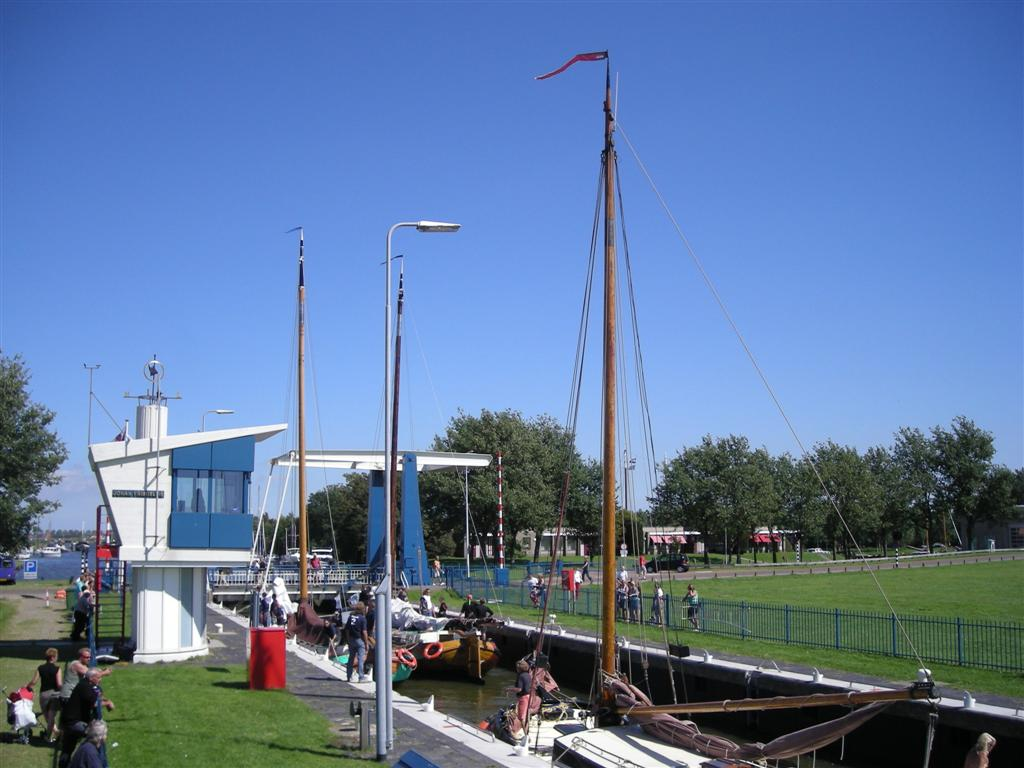
De Johan Frisosluis, Stavoren

Zwette · Stadsgracht (Sneek) · Geeuw · Wijddraai · Wijde Wijmerts · Nauwe Wijmerts · Noorder Ee · Ee (Woudsend) · Slotermeer · Slotergat · Slotermeer · Luts · Van Swinderenvaart · Spookhoekstervaart · Rijstervaart · Oud-Karre · Johan Frisokanaal · Morra · Johan Frisokanaal · Noorderdijkvaart · Het Wijd · De Gronzen · Indijk · Zijlroede (Hindeloopen) · Oude Oostervaart · Dijkvaart · Horsa · Burevaart · Diepe Dolte · Workumertrekvaart · Het Kruiswater · Stadsgracht (Bolsward) · Witmarsumervaart · Harlingervaart · Bolswardervaart · Zuidoostersingel · Noordoostersingel · Noordergracht (Harlingen) · Van Harinxmakanaal · Sexbierumervaart · Noordergracht (Franeker) · Dongjumervaart · Ried · Berlikumerwijd · Moddergat · Wierzijlsterrak · Blikvaart · Zuidhoekstervaart · Ouwe Rij · Leistervaart · Finkumervaart · Dokkumer Ee · Het Kleindiep · Dokkumer Ee · Oudkerkstervaart · Murk · Ouddeel · Bonkevaart (finish)